# Leptanthura argentinae
Leptanthura argentinae är en kräftdjursart som beskrevs av Brian Frederick Kensley 1982. Leptanthura argentinae ingår i släktet Leptanthura och familjen Leptanthuridae. Inga underarter finns listade i Catalogue of Life.